# Cybocephalus miens
Cybocephalus miens là một loài bọ cánh cứng trong họ Cybocephalidae. Loài này được Wollaston miêu tả khoa học năm 1867.